# DevilDriver
DevilDriver est un groupe de groove metal américain, originaire de Santa Barbara en Californie. Le chanteur du groupe Dez Fafara s'est séparé du groupe Coal Chamber en 2003 et a formé un nouveau groupe, avec les guitaristes Evan Pitts, Jeff Kendrick, le batteur John Boecklin, et le bassiste John Miller sous le nom de Deathride. Mais à cause du copyright et étant donné que plusieurs groupes possédaient déjà ce nom-là, Deathride change de nom et opte pour DevilDriver, en référence aux cloches que les sorcières utilisaient pour chasser les démons.

## Biographie

### Débuts (2002–2004)
Le groupe est à l'origine formé sous le nom de Deathride, mais change pour DevilDriver car Fafara pensait que trop de groupes portaient ce nom ; un groupe de Norfolk, en Virginie, et une équipe de coureurs. Le label du groupe, Roadrunner Records, ne pouvait également pas les signer avec ce nom. Les membres regroupent plus de 200 noms pour créer une approche originale. L'épouse de Fafara possédait un livre de sorcellerie italien, et trouvera par la suite le terme de devil driver.
Le premier album de DevilDriver devait à l'origine être intitulé Thirteen, puis Straight to Hell. Cependant, Fafara explique que le titre a changé pour « tellement de raisons que je ne peux pas toutes les citer. » L'album homonyme du groupe, DevilDriver, est publié le 28 octobre 2003 au label Roadrunner Records,et atteint la 17e place des Billboard Top Heatseekers. Le guitariste Pitts y a écrit 90 % des chansons, selon Mike Spreitzer, qui remplacera Pitts après son départ. La presse spécialisée accueillit négativement l'album. Johnny Loftus de chez AllMusic explique que les éléments des chansons Die (and Die Now) et Swinging the Dead mènent à un album décevant, et en attendait bien mieux.

### The Fury of Our Maker's Hand(2005–2006)
Le groupe revient en studio en 2005 pour enregistrer la suite de DevilDriver. L'album est produit aux Sonic Ranch Studios, à 64 km d'El Paso, au Texas. Les membres du groupe souhaitaient s'isoler pour enregistrer l'album, évitant ainsi d'être interrompus par les amis, les compagnes ou la famille.
Le nom de l'album est trouvé par Fafara qui pensait que The Fury of Our Maker's Hand représenterait la « tempête » qu'il a traversée les dix dernières années de sa vie. L'album est publié le 28 juin 2005 et débute 117e du Billboard 200, avec 10 402 exemplaires vendus la première semaine. L'album débute aussi premier des Top Heatseekers. Johnny Loftus de chez AllMusic décrit l'album comme « un véritable tournant » comparé à leur premier album, allant même jusqu'à dire qu'il s'agit de « leurs véritables débuts. » Dom Lawson du magazine Kerrang! attribue une note positive à l'album expliquant qu'il « représente une approche fraiche et dynamique du metal moderne. »
Le groupe tourne significativement en soutien à l'album, notamment aux États-Unis, en  Europe, et en Australie avec In Flames, Fear Factory, et Machine Head. Le groupe joue pour la première fois en tête d'affiche à la tournée Burning Daylight Tour. Le 31 octobre 2006, The Fury of Our Maker's Hand est réédité pour inclure trois nouvelles chansons, Digging up the Corpses, qui est la bande originale du film Resident Evil: Apocalypse

### The Last Kind Words(2007–2008)
Le groupe se réunit aux Sonic Ranch Studios pour leur troisième album, The Last Kind Words, publié en juin 2007. Le premier single de l'album Not All Who Wander are Lost est réalisé gratuitement par Nathan Cox. La première chanson publiée comme extrait s'intitule Horn of Betrayal au Sirius Satellite's Hard Attack le 16 mai 2007. The Last Kind Words atteint la 92e place des classements allemands, et la 48e place du Billboard 200, avec plus de 14 000 exemplaires vendus.
DevilDriver soutient l'album au Download Festival de 2007 au Donington Park avec Linkin Park, Iron Maiden, et My Chemical Romance. Ils tentent d'y établir un record du monde de circle pit,. Le groupe participe aussi à l'Ozzfest 2007. Fafara souhaitait prendre ses premières semaines de congés en 11 ans, mais Sharon Osbourne, qui s'occupait du précédent groupe de Fafara, Coal Chamber, le persuade d'y participer. À un concert à Détroit, dans le Michigan, un tournage est effectué dans le but de publier un DVD live en 2008, qui ne sera par la suite jamais publié.
Les chansons de DevilDriver, Devil's Son et Driving Down the Darkness, sont incluses dans la série télévisée Scrubs ; en 2008, ils reprennent la chanson Wasted Years d'Iron Maiden pour la compilation publiée par Kerrang! Maiden Heaven: A Tribute to Iron Maiden.

### Pray for Villains(2009)
Leur quatrième album, Pray for Villains, est publié le 11 août 2009, et débute 35e du Billboard 200, avec près de 14 600 exemplaires vendus.
Le 21 février 2009, le groupe joue en Australie au Soundwave Festival avec des groupes comme Lamb of God et In Flames. Après leur concert à Melbourne, ils annoncent un nouvel album pour le 11 août 2009. Le groupe tourne aussi en mai 2009 avec notamment Slipknot, 3 Inches of Blood et All That Remains avant de se lancer dans sa tournée Thrash and Burn aec Emmure, Despised Icon, MyChildren MyBride, Oceano, Kittie, et Thy Will Be Done.
En janvier et février 2010, DevilDriver se lance dans la tournée Bound By the Road avec Suffocation, Goatwhore, et Thy Will Be Done. En mars 2010, DevilDriver a participé au festival Getaway Rock. Ils participent aussi à une longue tournée britannique en novembre 2010 avec 36 Crazyfists.

### Beast(2010–2012)
Le cinquième album de DevilDriver, Beast, est enregistré aux Sonic Ranch studios de Tornillo, au Texas, avec le producteur Mark Lewis, et publié le 22 février 2011. John Boecklin confirme que le nouvel album a été mixé par Andy Sneap dans son studio Backstage de Derbyshire, en Angleterre, en juin. DevilDriver part en tournée en Australie avec notamment Iron Maiden, Slayer, All That Remains et Nonpoint pour le Soundwave Festival en février et mars 2011. Jonathan Miller, le bassiste, est renvoyé pendant leur tournée britannique par vote unanime dans le groupe. Le 30 mars, Miller et DevilDriver se séparent définitivement dans l'intérêt de Miller
. DevilDriver ouvre pour Danzig avec 2Cents en 2011.

### Winter Killset pause (2012–2016)

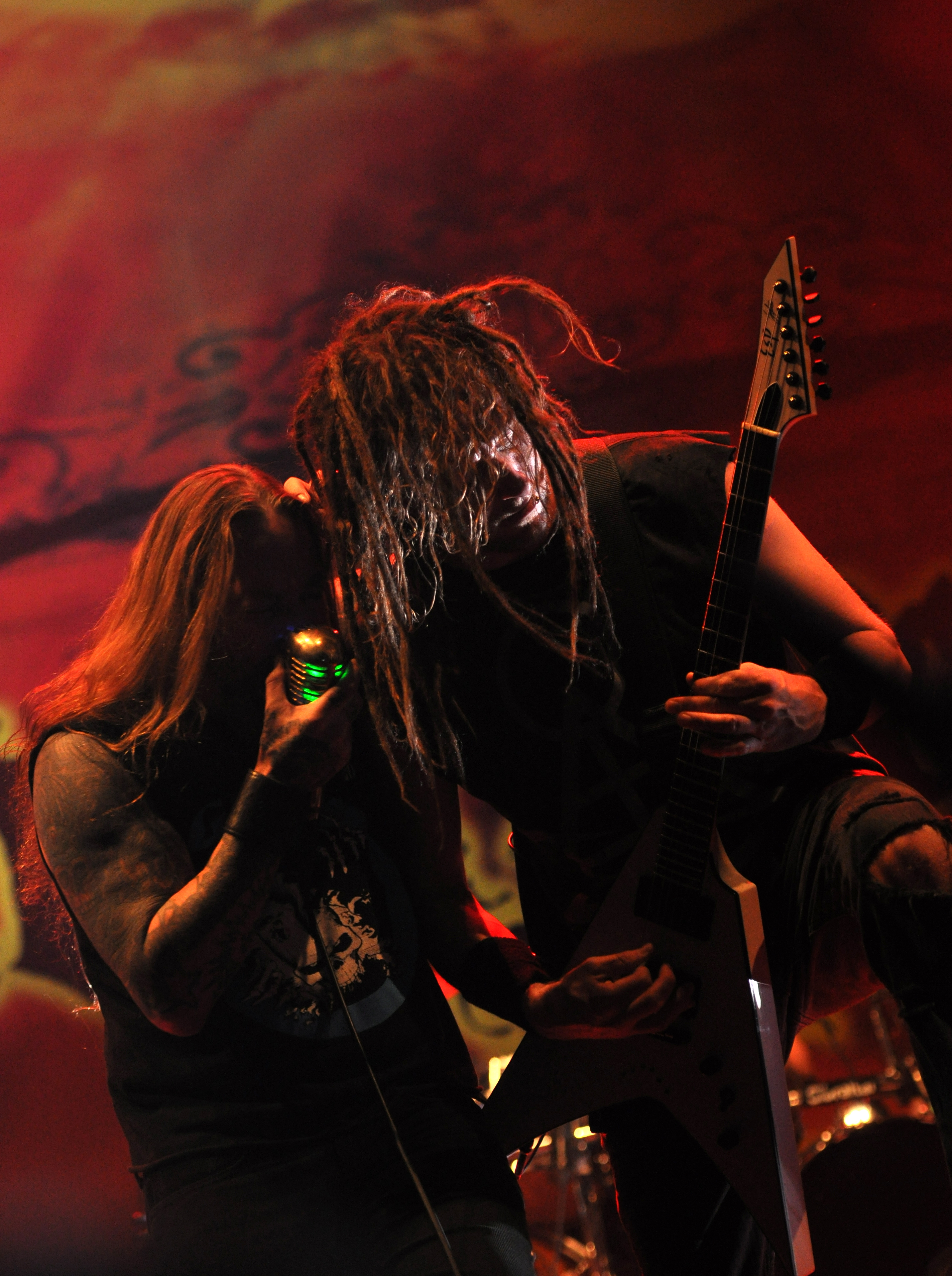
Mike Spreitzer et Dez Fafara avec DevilDriver au Paaspop 2014.

DevilDriver assiste au Metal Alliance Festival Tour au printemps 2012. Le 9 février 2012, le guitariste Jeff Kendrick annonce sur Twitter que lui, John Boecklin (batterie) et Mike Spreitzer (guitare) ont « commencé à composer de nouvelles chansons pour le 6e album de DevilDriver. Ca fait super plaisir!!!. » En mars 2012, à Nick Azinas de Peek from the Pit, le chanteur Dez Fafara annonce la signature du groupe à un nouveau label. Cette annonce met officiellement un terme à huit ans de relations entre DevilDriver et Roadrunner Records. Le 8 juillet, la signature de DevilDriver au label Napalm Records,ainsi qu'un sixième album, est annoncée. Le 18 février 2013, Dez annonce Chris Towning comme bassiste officiel du groupe. Le 28 mai 2013, DevilDriver révèle la liste des titres et la couverture de l'album Winter Kills. L'album est publié le 27 août 2013 par Napalm Records, leur premier album depuis leur départ de Roadrunner.
Le 28 octobre 2014, Dez Fafara annonce le départ du batteur John Boecklin et du guitariste Jeff Kendrick. Il annonce aussi que le groupe sera en pause jusqu'en 2016, après la sortie de leur nouvel album, pour se concentrer sur la réunion de Coal Chamber.
Le 7 janvier 2015, Austin D'Amond, ancien batteur de Chimaira, est annoncé comme nouveau batteur du groupe. Le 19 mars 2015, Neal Tiemann est annoncé en remplacement de Jeff Kendrick à la guitare. Tiemann commence sa carrière avec Midwest Kings et joue avec notamment Caroline’s Spine, Burn Halo et Uncle Kracker.

### Trust No One(depuis 2016)
Le 2 mai 2015, Dez Fafara annonce 12 chansons écrites pour le prochain album de DevilDriver. Ils anticipent les enregistrements entre octobre-novembre 2015 et printemps-été 2016 pour une sortie en 2016. Le 19 novembre 2015, DevilDriver révèle le titre de leur prochain opus, Trust No One.
Le 18 mars 2016, DevilDriver publie le premier single issu de l'album Trust No One, intitulé Daybreak.

## Image
Le nom DevilDriver fait référence à la sorcellerie italienne, aux sorcières qui chassent les forces du diable.
La croix de confusion (Cross of Confusion) est un symbole romain qui a vite remis en question la validité de la religion chrétienne. Le symbole est constitué d'une croix brisée avec un point au milieu et une faucille au fond. Avis de Dez Fafara donné lors d'une interview avec Shoot Me Again : « SMA : Le logo du groupe, « la croix de confusion » est un symbole qui existe depuis des milliers d’années. Il fait référence à des questions de religion et d’autorité. Quelle est l’importance de ces thématiques au sein de DevilDriver ? D.F. : Au départ, ce symbole est en rapport avec l’Église Catholique et quand on regarde ce qui se passe dans le monde aujourd’hui, il est on ne peut plus actuel. Se poser des questions sur l’autorité, sur la religion, ce sont des questions que l’on se pose depuis très longtemps et qu’on devrait se poser un peu plus à notre époque. Cette croix était à l’origine utilisée par les Romains pour se questionner à propos des vérités du Christianisme. Regarde ce qu’a fait l’Église Catholique depuis des millénaires. Ce ne sont pas les seuls, mais ils ont propagé la violence au nom de leurs croyances. Le but d’une croyance, c’est d’élever notre esprit et non de tuer des millions de personnes ! Je ne dis pas qu’on ne peut pas croire en quelque chose, soyons clairs. Si tu veux croire en Bouddha, en Dieu, en l’Église ou en quoi que ce soit d’autre, c’est cool, mais ce qu’on veut dire en utilisant cette croix, c’est qu’il faut se poser les bonnes questions et ne pas tomber dans une organisation religieuse. »

## Membres

### Membres actuels
- Dez Fafara – chant solo (depuis 2002)
- Austin D'Amond – batterie (depuis 2015)
- Neal Tiemann – guitare (depuis 2015)

### Anciens membres
● Mike Spreitzer- guitare (2004-2024)
- Jeff Kendrick – guitare (2002–2014)
- John Boecklin – batterie (2002–2014)
- Jonathan Miller – basse (2002–2011)
- Evan Pitts – guitare (2002–2004)
- Chris Towning – basse (2012–2016)

## Discographie

### Singles
- 2003 : I Could Care Less
- 2003 : Nothing's Wrong?
- 2005 : Hold Back the Day
- 2005 : End of the Line
- 2007 : Not All Who Wander are Lost
- 2007 : Clouds Over California
- 2009 : Pray for Villains
- 2011 : Dead to Rights